# Cheilodipterus novemstriatus
Cheilodipterus novemstriatus es una especie de pez del género Cheilodipterus, familia Apogonidae. Fue descrita científicamente por Rüppell en 1838.
Se distribuye por el Océano Índico Occidental: mar Rojo, golfo de Omán y golfo Pérsico. La longitud total (TL) es de 8 centímetros. Habita en aguas poco profundas protegidas. Puede alcanzar los 10 metros de profundidad.
Está clasificada como una especie marina inofensiva para el ser humano.